# Gentianella sugawarae
Gentianella sugawarae là một loài thực vật có hoa trong họ Long đởm. Loài này được (Hara) Satake mô tả khoa học đầu tiên năm 1959.